# UGC 8320
UGC 8320 est une galaxie naine irrégulière située à environ 4,4 Mpc (∼14,4 millions d'al) dans la constellation des Chiens de chasse. Son envergure est estimée à 13 000 par 4 900 années-lumière. Elle possède beaucoup de régions HII. La galaxie apparaît bleutée en lumière visible.
La galaxie pourrait être un compagnon de UGC 8308 et est située près de UGC 8331 et UGC 8215,. UGC 8320 est parfois classée dans le groupe de M51. 